# Géza Nagy
Géza Nagy (* 29. Dezember 1892 in Sátoraljaújhely; † 13. August 1953 in Kaposvár) war ein ungarischer Schachspieler.

## Leben
Géza Nagy war Arzt und arbeitete im Allgemeinen Kreiskrankenhaus von Kaposvár als ärztlicher Direktor.
1924 gewann er die ungarische Meisterschaft und das internationale Meisterturnier in Győr vor Dawid Przepiórka. 1927 in London und 1928 in Den Haag nahm er mit der ungarischen Nationalmannschaft an der Schacholympiade teil. Beidesmal konnte Ungarn die Olympiade gewinnen. 1927, bei der allerersten Olympiade, erzielte er ein Ergebnis von 9,5 aus 14 und 1928 ein Ergebnis von 11,5 aus 16.
1950, bei Einführung des Titels durch den Weltschachbund FIDE, erhielt er den Titel Internationaler Meister.
Seine beste historische Elo-Zahl betrug 2585. Diese erreichte er im Januar 1925 als 21. der nachträglich berechneten Weltrangliste.
Am 13. September 2008 wurde ihm zu Ehren in Kaposvár eine Ehrentafel enthüllt. Anlass war das 80-jährige Jubiläum seiner Teilnahme am zweiten Gewinn der ungarischen Mannschaft bei einer Schacholympiade.